# Bejaria imthurnii
Bejaria imthurnii är en ljungväxtart som beskrevs av Nicholas Edward Brown. Bejaria imthurnii ingår i släktet Bejaria och familjen ljungväxter. Inga underarter finns listade i Catalogue of Life.

## Bildgalleri

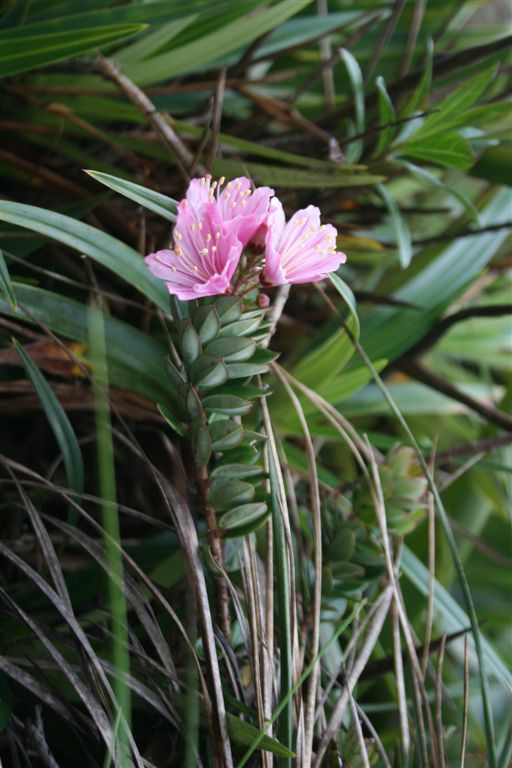
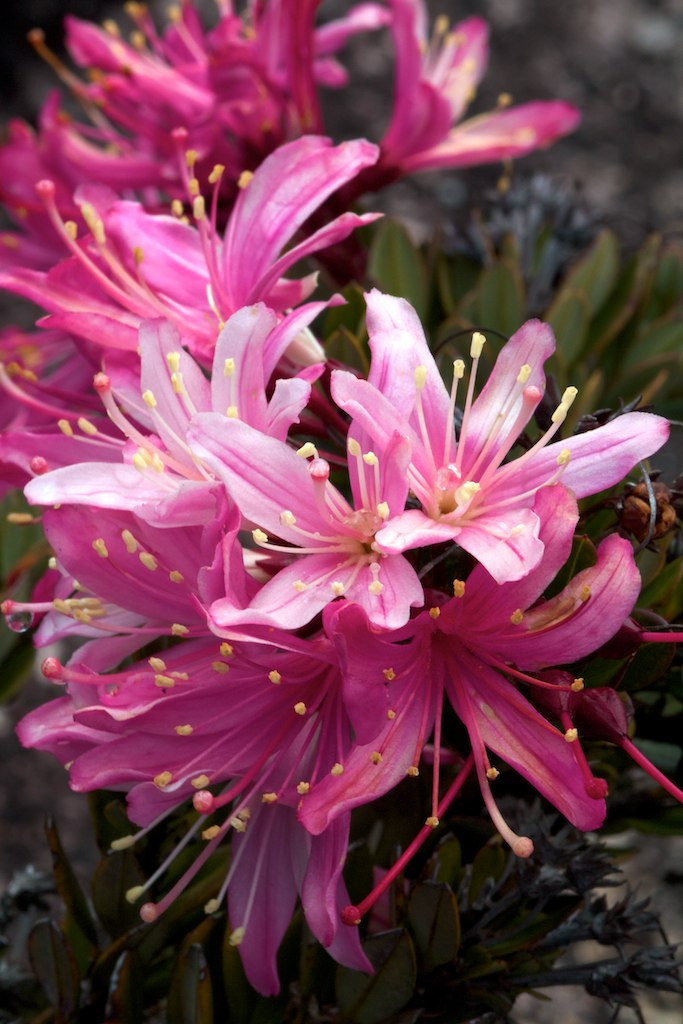
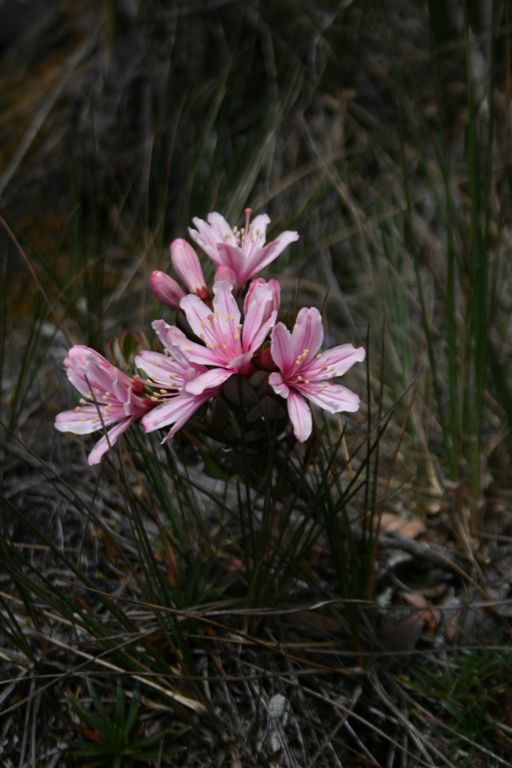